# 佐藤信介
佐藤 信介（さとう しんすけ、1970年9月16日 - ）は、日本の映画監督、アニメ監督、脚本家、ゲーム制作者。広島県比婆郡東城町森（現・庄原市東城町森）出身。

## 経歴
庄原市立八幡中学校（現庄原市立東城中学校）、広島城北高等学校、一浪の後、武蔵野美術大学卒。
武蔵野美術大学在学中の1994年、河津太郎と、Angle Picturesを立ち上げ、2011年12月に法人化。
ぴあフィルムフェスティバル94 (PFF94)でグランプリを受賞した『寮内厳粛』（りょうないげんしゅく）が初監督作品。
監督デビューからオリジナルストーリー中心だったが、2008年公開の『砂時計』（芦原妃名子原作）で初めて本格的な原作ものに挑んだ。
Production I.G制作の『ホッタラケの島 〜遥と魔法の鏡〜』で初のアニメ監督。
ファンタジア国際映画祭「Outstanding Achievement Award 2018」賞を日本人監督としては三池崇史監督、押井守監督に次ぎ3人目の受賞。
父は出身地である東城町で中学英語の塾教師をしていた。好きなゾンビ映画はダン・オバノン監督の『バタリアン』。

## 監督作品

### 映画
- 寮内厳粛（1996年）
- 月島狂奏（1996年）
- 正門前行（1997年）
- 三原有三（2000年）
- LOVE SONG（2001年） - 兼 脚本
- 修羅雪姫（2001年） - 兼 脚本
- COSMIC RESCUE The Moonlight Generations（2003年）
- いぬのえいが（2005年） - 兼 脚本
- 死亡時刻（2006年）
- 砂時計（2008年） - 兼 脚本
- ホッタラケの島 〜遥と魔法の鏡〜（2009年） - 兼 脚本
- GANTZ（2011年）
  - GANTZ PERFECT ANSWER（2011年）
- 図書館戦争シリーズ（東宝配給）
  - 図書館戦争（2013年）
  - 図書館戦争 -THE LAST MISSION-（2015年）
- 万能鑑定士Q -モナ・リザの瞳-（2014年）
- アイアムアヒーロー（2016年）
- デスノート Light up the NEW world（2016年）
- いぬやしき（2018年）
- BLEACH 死神代行篇（2018年） - 兼 脚本
- キングダム（2019年） - 兼 脚本
  - キングダム2 遥かなる大地へ（2022年）
  - キングダム 運命の炎（2023年）
  - キングダム 大将軍の帰還（2024年）
- My Hero Academia(仮題) (TBA)

### 配信ドラマ
- 今際の国のアリス（2020年12月10日より配信、Netflix）

## 脚本
- 寮内厳粛（1996年）
- 月島狂奏（1996年）
- 正門前行（1997年）
- 東京夜曲（1997年）
- たどんとちくわ（1998年）
- ざわざわ下北沢（2000年）
- 三原有三（2000年）
- ひまわり（2000年）
- LOVE SONG（2001年）
- 修羅雪姫（2001年）
- ロックンロールミシン（2002年）
- COSMIC RESCUE The Moonlight Generations（2003年）
- 春の雪（2005年）
- 県庁の星（2006年）
- 砂時計（2008年）
- ホッタラケの島 〜遥と魔法の鏡〜（2009年）
- BLEACH 死神代行篇（2018年）※羽原大介と共同
- キングダム (2019年) ※黒岩勉、原泰久と共同

## テレビドラマ
- 恋、した。（1997年）監督（13,23話）、脚本（13,15,20,23話）
- ラッキーセブン（2012年）シリーズ構成・演出（1,4,10話）
- 図書館戦争 ブック・オブ・メモリーズ（2015年10月）監督

## コンピュータゲーム
- 真・三國無双MR（オープニングムービー：監督）
- ブレイド・ストーム（オープニングムービー：監督）
- 三国志online（オープニングムービー：監督）
- 真・三國無双　オンライン（オープニングムービー：監督）
- 真・三國無双4 猛将伝（オープニングムービー：監督）
- 真・三國無双4（オープニングムービー：監督）
- 戦国無双2（オープニングムービー・インゲームムービー：監督）
- 紅忍 血河の舞（脚本）
- 決戦III（ムービー監修）

## テレビ出演
- 映画の達人（フジテレビ）

## 受賞歴
- ホッタラケの島 〜遥と魔法の鏡〜（2009年度）
  - 第33回日本アカデミー賞：優秀アニメーション作品賞[3]
  - 第9回映像技術賞：アニメ部門映像技術賞[4]
  - 第14回ファンタジア国際映画祭：特別賞[5]
  - 第14回ソウル国際マンガ・アニメーション映画祭：審査員特別賞[5]
  - 第4回Expotoons国際アニメーション映画祭：審査員賞[6]
  - 第25回デジタルコンテンツグランプリ：DCAJ会長賞[7]
  - 第13回文化庁メディア芸術祭アニメーション部門 審査委員会推薦作品
- キングダム（2019年度）
  - 第43回日本アカデミー賞優秀監督賞[8]
  - 第44回報知映画賞・監督賞[9]
  - 第10回ロケーションジャパン大賞・監督賞[10]
- キングダム 大将軍の帰還（2024年度）
  - 第48回日本アカデミー賞 優秀監督賞[11]